# Adarnases Xavliani
Adarnases Xavliani fou un rei d'Abkhàzia que va regnar del 873 al 882 o 879 a 887.
Era el fill i successor de l'usurpador Joan Xavliani i, per tant, no esmentat al "Divan dels rois d'Abkhàzia". Els historiadors estan d'acord en considerar que la duració total dels dos regnats que no formen part de la dinastia legitima dels Antxabadze fou d'una dotzena d'anys. Al pujar al tron Adarnases es va casar amb una filla del bagràtida Guaram V, fill d'Asoci I d'Ibèria i príncep de Javakètia (amb la Trialètia, Tasxir i Abotsi) i de Samtskhé (amb Txauxètia).
L'hereu legítim, el príncep Bagrat, fill segon de l'exrei Demetri II d'Abkhàzia, que vivia refugiat a Constantinoble, va retornar vers el 882 o 887 amb el suport d'un contingent romà d'Orient. Adarnases fou derrotat i mort. Bagrat es va proclamar rei (Bagrat I d'Abkhàzia) casant immediatament amb la vídua.